# 齊藤四方司
齊藤 四方司（さいとう よもじ、1949年9月20日 - ）は、日本の実業家、馬主。
東京都中央区に本社を置いていたジーク証券株式会社の元代表取締役会長兼社長などを務め、現在は金属特殊紙を扱う大商株式会社の代表取締役社長を務める。

## 経歴
- 1974年 - シアトル大学経済学部卒業[1]。
- 1978年 - 大昭和製紙入社[1]。
- 1985年 - 大昭和製紙財務部長[1]。
- 1986年 - 大昭和製紙取締役[1]。
- 1987年 - 大昭和製紙常務[1]。
- 1989年6月 - 大昭和製紙専務[1]。

## 親族
大昭和製紙（現・日本製紙）の2代目社長・齊藤了英の四男。祖父は大昭和製紙の創業者・齊藤知一郎。叔父は元静岡県知事の齊藤滋与史と元大昭和製紙社長の齊藤喜久蔵で、兄は元防衛庁長官の齊藤斗志二と大昭和製紙監査役を務めた齊藤知三郎、妻は日本ゴム（現・アサヒコーポレーション）の社長を務めた3代目石橋徳次郎（ブリヂストン創始者石橋正二郎の甥）の娘。

## 馬主活動

齊藤の勝負服

日本中央競馬会（JRA）および地方競馬全国協会（JRA）に登録する馬主としても知られた。勝負服の柄は緑、黄縦縞、黒袖黄一本輪、冠名は特に用いない。馬主になったきっかけは、北海道に所有していた土地の扱いに関して吉田善哉を頼ろうとした際に競走馬の所有を勧められたこと。
2014年にブレイクチャンスが登録を抹消されて以降新たな個人所有馬はいないが、新潟馬主協会の会員には名前が残っている

### エピソード
- 所有馬ジャングルポケットの馬名は同名の童謡が由来であり、齊藤は歌詞をいつも持ち歩いていたほか、作曲者の福田和禾子にも挨拶に行ったという[2][注 1]。

### 来歴
- 1992年 - 馬主資格取得[2]。
- 1994年 - 朝日杯3歳ステークスをフジキセキが制し、重賞競走初制覇かつGI競走初制覇。
- 2001年 - 東京優駿をジャングルポケットが制し、クラシック初制覇、ダービーオーナーとなる。同馬の陣営はクラシック不出走で現役生活を終えたフジキセキと同じ調教師（渡辺栄）、騎手（角田晃一）、厩務員（星野幸男）であった[2]。

## 主な所有馬

### GI競走優勝馬
- フジキセキ（1994年朝日杯3歳ステークス、1995年弥生賞）
- ジャングルポケット[注 2]（2000年札幌3歳ステークス、2001年共同通信杯、東京優駿、ジャパンカップ、皐月賞3着、2002年天皇賞・春2着）

### 重賞競走優勝馬
斜字は地方重賞。
- アイルラヴァゲイン（2005年NHKマイルカップ3着、2007年オーシャンステークス、スプリンターズステークス3着）
- スマイルジャック（2008年スプリングステークス、東京優駿2着、2009年関屋記念、2010年安田記念3着、2011年東京新聞杯、安田記念3着）
- ボランタス（2010年ゴールドカップ、2011年報知オールスターカップ、埼玉栄冠賞、浦和記念）